# 160-talet f.Kr.

## Händelser
- 22 juni 168 f.Kr. – Slaget vid Pydna utkämpas.

## Födda
- 164 f.Kr. – Kleopatra Thea, drottning av Seleukidriket.
- 161 f.Kr. – Kleopatra III, drottning av Ptolemeiska riket.
- 160 f.Kr. – Jugurtha, kung av Numidien.

## Avlidna
- 166 f.Kr. - Perseus, den siste kungen av Makedonien (född cirka 212 f.Kr.).